# 金牛座62
金牛座62，又名BD+23 684，HD 27778、SAO 76591、HR 1378，是金牛座的一颗恒星，视星等为6.36，位于銀經172.76，銀緯-17.39，其B1900.0坐标为赤經4h 17m 57.8s，赤緯+24° -17.39′ 5″。